# Quentin Bryce
Dame Quentin Alice Louise Bryce (nhũ danh Strachan, sinh ngày 23 tháng 12 năm 1942) là một giảng viên đã từng đảm nhận chức vụ Toàn quyền Úc thứ 25, giữ chức vụ từ tháng 9 năm 2008 cho đến tháng 3 năm 2014. Bà là người phụ nữ đầu tiên nắm giữ vị trí này và trước đây là Thống đốc bang Queensland từ năm 2003 đến năm 2008.
Sinh ra ở Brisbane, Queensland, Bryce lớn lên ở Ilfracombe, và gia đình bà sinh sống ở một số thị trấn ở Úc. Bà đã theo học tại Đại học Queensland, nơi đã hoàn thành Cử nhân Văn học và Cử nhân Luật, trở thành một trong những phụ nữ đầu tiên được chấp nhận vào Hội đồng luật sư Queensland.
Năm 1968, Bryce trở thành phụ nữ đầu tiên được bổ nhiệm làm giảng viên của trường luật nơi bà đã học, và năm 1978 bà gia nhập Hội đồng Tư vấn Phụ nữ Quốc gia mới. Tiếp theo đó được bổ nhiệm một số chức vụ, bao gồm Giám đốc đầu tiên của Dịch vụ Thông tin Phụ nữ Queensland, Giám đốc Ủy ban Quyền con người và Cơ hội Bình đẳng của Queensland và Ủy viên Phân biệt Giới tính Liên bang năm 1988. Các dịch vụ của bà cho cộng đồng đã nhìn thấy bà bổ nhiệm một Cán bộ của Bộ luật Úc vào năm 1988, và Đệ nhất của Dòng Úc Châu và Bà của Dòng St John of Jerusalem vào năm 2003. Trong năm 2011, Elizabeth II đã ban Huy chương Hoàng gia Victoria tại Tòa nhà Chính phủ Úc.

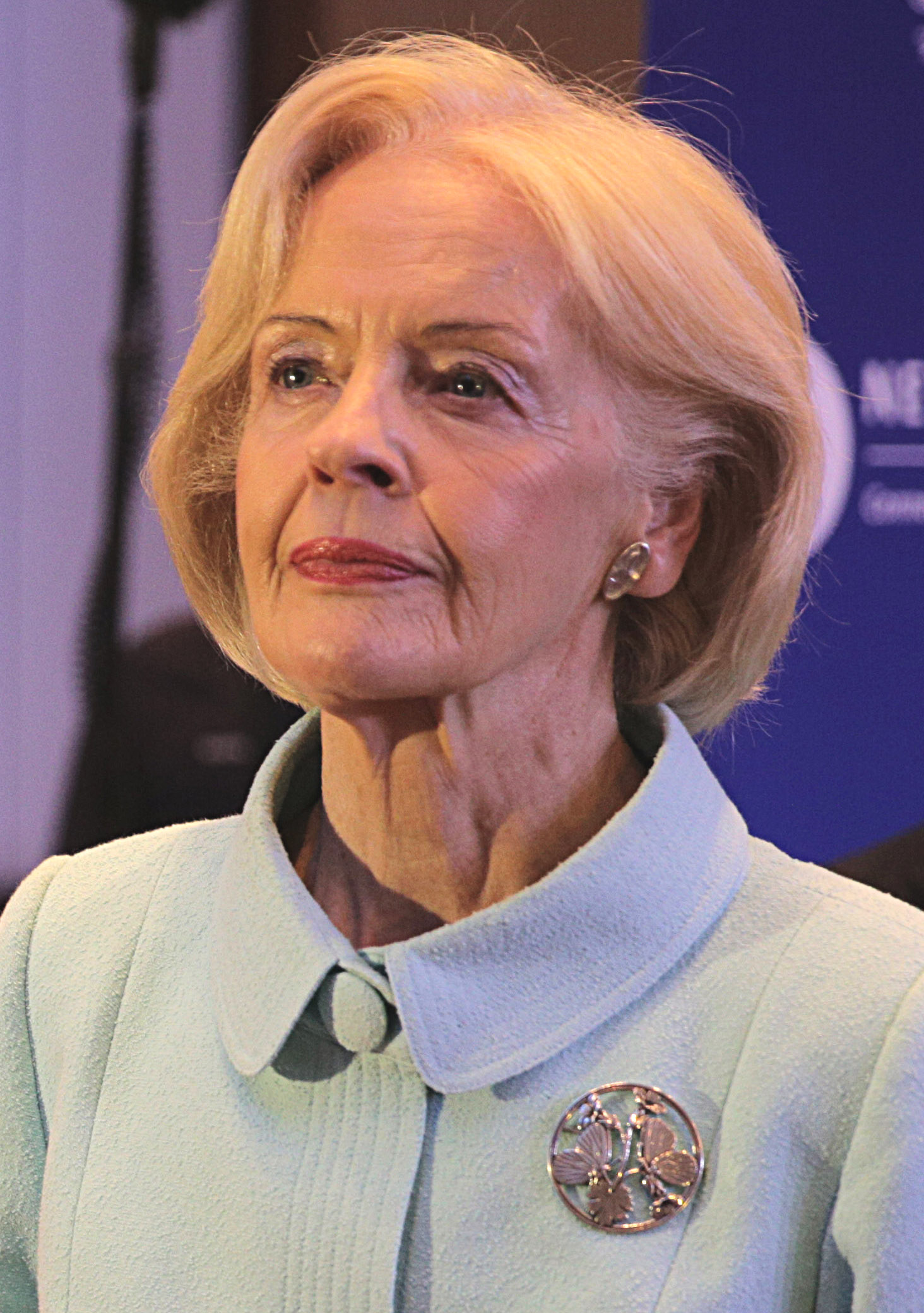

Bryce được bổ nhiệm làm Thống đốc bang Queensland vào năm 2003. Mặc dù các quan ngại đã được đưa ra bởi một số thời gian đảm nhiệm chức vụ này, nhiệm kỳ năm năm của bà sẽ được kéo dài cho đến năm 2009. Tuy nhiên, vào ngày 13 tháng 4 năm 2008, Thủ tướng Kevin Rudd thông báo rằng Bryce đã trở thành vị Toàn quyền kế tiếp của Úc. Quyết định này được công bố rộng rãi vào ngày 5 tháng 9 năm 2008 Bryce tuyên thệ nhậm chức, kế nhiệm Thiếu tướng Michael Jeffery và trở thành người phụ nữ đầu tiên nắm giữ chức vụ này. Nhiệm kỳ của Bryce không phải là không có chỉ trích. Trong một động thái chưa từng có cho một toàn quyền đương nhiệm đương nhiệm, Bryce đã đưa ra nhận xét của công chúng vào tháng 11 năm 2013 về việc hỗ trợ cho một nền cộng hòa Úc và hôn nhân đồng tính. Bà được kế nhiệm là Tướng Sir Peter Cosgrove làm Toàn quyền ngày 28 tháng 3 năm 2014.